# Шамфаров, Яков Львович
Яков Львович Шамфаров (1916—1986) — советский и украинский физик, лауреат Сталинской премии (1952).

## Биография
Родился 20 августа (3 сентября) 1916 года в Пирятине (ныне Полтавская область, Украина). Окончил Харьковский университет (1940).
Участник Великой Отечественной войны с июля 1941 года, помощник начальника оперативного отделения штаба 115-й стрелковой Холмской Краснознамённой дивизии. Награждён орденами. Член ВКП(б) с 1944 года.
В 1945—1955 годах работал в отделе электромагнитных колебаний Физико-технического института АН УССР (Харьков).
В этот период стал соавтором научных исследований в области радиосвязи.
С 1955 года — старший научный сотрудник Института радиофизики и электроники АН УССР, созданного на базе радиофизических отделов Украинского ФТИ. Занимался исследованиями в области радиофизики и квантовой электроники.
По совместительству преподавал на радиотехническом факультете Харьковского политехнического института.
Доктор технических наук (1972).
Умер 18 сентября 1986 года.

### Семья
- жена — Мария Яковлевна Брауде (1917—1969), сестра Семёна Брауде
- дочь — Шамфарова Ольга Яковлевна, более 25 лет работала научным сотрудником в Харьковском физико-техническом институте низких температур АН УССР, кандидат физико-математических наук. Живёт в Германии.

## Награды и премии
- орден Красной Звезды (15.8.1944)
- два ордена Отечественной войны II степени (6.3.1945; 6.4.1985)
- орден Отечественной войны I степени (1.6.1945)
- Сталинская премия третьей степени (1952) — за исследования в области техники